# Bathyagonus nigripinnis
Bathyagonus nigripinnis är en fiskart som beskrevs av Gilbert, 1890. Bathyagonus nigripinnis ingår i släktet Bathyagonus och familjen pansarsimpor. Inga underarter finns listade.